# Tiracola concolor
Tiracola concolor är en fjärilsart som beskrevs av Louis Beethoven Prout 1922. Tiracola concolor ingår i släktet Tiracola och familjen nattflyn. Inga underarter finns listade i Catalogue of Life.